# Torta (gastronomía salvadoreña)
Las tortas en la gastronomía salvadoreña son un tipo de sándwich popular que se elabora con pan —generalmente tipo flauta o similar— y se rellena con diversos ingredientes tales como carne molida, jamón, queso, aguacate, frijoles, curtido, mayonesa y encurtidos.

## Historia y origen
Las tortas comenzaron a aparecer en El Salvador desde la llegada de cadenas de restaurante internacionales en la década de 1970, y desde entonces se han popularizado ampliamente en todo el país. Aunque el término se asocia más comúnmente con la versión mexicana del sándwich, en El Salvador se ha adaptado hasta convertirse en parte de su cultura culinaria cotidiana.

## Ingredientes y preparación
Una receta típica salvadoreña incluye pan flauta, carne molida sazonada, jamón, queso procesado, aguacate, lechuga o repollo, frijoles molidos, curtido, cebolla en vinagre, y aderezos como mayonesa, mostaza o salsa. La carne se fríe y el resto de elementos se colocan en el pan de forma generosa.

## Variedades y estilos destacados
Una variante llamativa es la conocida como torta loca, creada en Santa Ana. Esta versión puede pesar más de 2 libras y medir hasta 30 cm de diámetro; incluye ingredientes como carne molida, pollo, lechuga, pepino, tomate, curtido, escabeche, mayonesa y salsa de tomate.
Otra versión es la llamada Hiper Mega Torito, un sándwich gigante con casi medio metro de diámetro que incluye huevos, costillas, carne molida, tocino, papas fritas, doble queso, lechuga, tomate y aderezos. Se sirve como un reto culinario para compartir entre varias personas.
También está la versión llamada La Ballena, vendida en Santa Tecla, que mide alrededor de 1.10 metros. Se rellena con jamón, carne molida, quesillo, queso rallado, lechuga, aguacate, carne, mayonesa y salsa dulce. Ha ganado fama en redes sociales por su tamaño y sabor.

## Contexto cultural y consumo
Las tortas son frecuentes en mercados, puestos callejeros y torterías informales, siendo una opción rápida, asequible y adaptable al gusto del comensal.